# San Lorenzo Axocomanitla
San Lorenzo Axocomanitla è un comune del Messico, situato nello stato di Tlaxcala, il cui capoluogo è la località omonima.